# Giuseppe Fava
Giuseppe "Pippo" Fava, född 15 september 1925 i Palazzolo Acreide, död 5 januari 1984 i Catania, var en italiensk författare, journalist och antimaffiaaktivist.

## Biografi
Giuseppe Fava föddes i Palazzolo Acreide i provinsen Siracusa. Han studerade juridik i Catania och avlade examen 1947. Inom kort inledde han journaliststudier och började verka som journalist 1952. Han blev chefredaktör på Espresso Sera, en dagstidning med redaktion i Catania. År 1980 blev Fava chefredaktör för Il Giornale del Sud och samlade en rad grävande journalister för att skapa en oberoende dagstidning. Det visade sig dock att vissa av tidningens ägare hade förbindelser med maffian och Fava avskedades.
Fava och hans journalistkolleger grundade 1983 den månatliga tidskriften I Siciliani ("Sicilianarna"), som avsvor sig samröre med maffian. Fava och hans medarbetare undersökte Cosa Nostras inblandning i politik och storfinans, särskilt Siciliens störta byggnadsfirmor. I Siciliani avslöjade maffians inflytande över politiken och dess korruption. I tidskriftens första nummer publicerade Fava en artikel om "maffiaapokalypsens fyra ryttare" (I quattro cavalieri dell'apocalisse mafiosa), som alluderar på Apokalypsens fyra ryttare.
Den 5 januari 1984 sköts Fava ihjäl i sin bil på Via dello Stadio i Catania, när han skulle hämta ett syskonbarn som repeterade en teaterpjäs. En vecka tidigare hade Fava i TV fällt maffiakritiska kommentarer. Polisen ansåg initialt att mordet saknade kopplingar till maffian, då det vapen som använts vanligtvis inte nyttjades av maffians mördare. Tio år senare, år 1994, erkände Maurizio Avola mordet på Fava. Han hade agerat på uppdrag av Benedetto Santapaola.

## Verk

### Pjäser
- Vortice, 1947
- La qualcosa, med Pippo Baudo, 1959
- Cronaca di un uomo, 1966
- La violenza, 1969
- Il proboviro. Opera buffa sugli italiani, 1972
- Bello, bellissimo, 1974
- Delirio, 1979
- Opera buffa, 1979
- Sinfonia d'amore, 1980
- Foemina ridens, 1980
- Ultima violenza. Dramma in due atti, 1982

Ej uppförda pjäser
- La rivoluzione
- America America
- Dialoghi futuri imminenti
- Il vangelo secondo Giuda
- Paradigma
- L'uomo del nord
- Teatro, 1988

I. Ultima violenza, Sinfonia d'amore, La rivoluzione
II. America America, Bello bellissimo, Foemina ridens, Dialoghi futuri imminenti
III. Il Vangelo secondo Giuda, Delirio, Il proboviro
IV. Cronaca di un uomo, La violenza, Paradigma, L'uomo del Nord

### Essäer
- Processo alla Sicilia, 1967
- I Siciliani, 1980
- Mafia. Da Giuliano a Dalla Chiesa, 1982
- Un anno, 2003

### Romaner
- Pagine, 1969
- Gente di rispetto,1975
- Prima che vi uccidano, 1976
- Passione di Michele, 1980
- La ragazza di luglio, 1993